# جو دو
جو دو (انگلیسی: Jon Dough؛ زاده ۱۲ نوامبر ۱۹۶۲ درگذشته ۲۷ اوت ۲۰۰۶) یک بازیگر پورنوگرافی اهل ایالات متحده آمریکا بود.